# Paloma Chen
Paloma Chen (xinès simplificat: 陈聪慧, pinyin: Chén Cōnghuì; Alacant, 1997) és una poeta i periodista valenciana d'origen xinés, premiada amb el II Premi de Poesia Viva de 2021 rebut en la Reial Acadèmia Espanyola.

## Biografia
Nascuda a Alacant en una família provinent de la regió de Wenzhou als anys huitanta, Chen va créixer a l'entorn del restaurant que els seus pares regentaven a Utiel, tema present a algunes de les seues composicions poètiques i escrits. Chen va ser reconeguda en el curs 2014-2015 amb el premi extraordinari de batxillerat del País Valencià. Chen va estudiar periodisme en la Universitat de València, i va fundar una plataforma enfocada a la difusió del interculturalisme amb activitats en les quals col·laboren descendents de xinesos juntament amb participants espanyols i llatinoamericans. Com a periodista ha treballat per a l'Agència EFE i els departaments de comunicació de diverses institucions com Creu Roja Espanyola. Ha treballat en periòdics com Verne-El País o El Salto, entre d'altres.
Chen ha participat en diversos projectes de interculturalisme com Crecer en un chino, Tusanaje, o per a la creació a Espanya de la I Trobada de la Diàspora xinesa. Dins del projecte Crecer en un chino va realitzar entrevistes a xinesos a Espanya, com la realitzada entre altres al cantant Chenta Tsai, espanyol i taiwanés.
Chen va arribar a la final del concurs convocat per a la selecció de guanyadors del II Premi de Poesia Viva com a finalista de València. La seua obra, de títol “Los estudiantes de Confucio con sombrero de paja” va ser la seleccionada i va rebre el guardó.

## Obra publicada
- 2021 Invocación a las mayorías silenciosas,[8] premiada en el II Premi de Poesia Viva.[7]